# Damsgård hovedgård

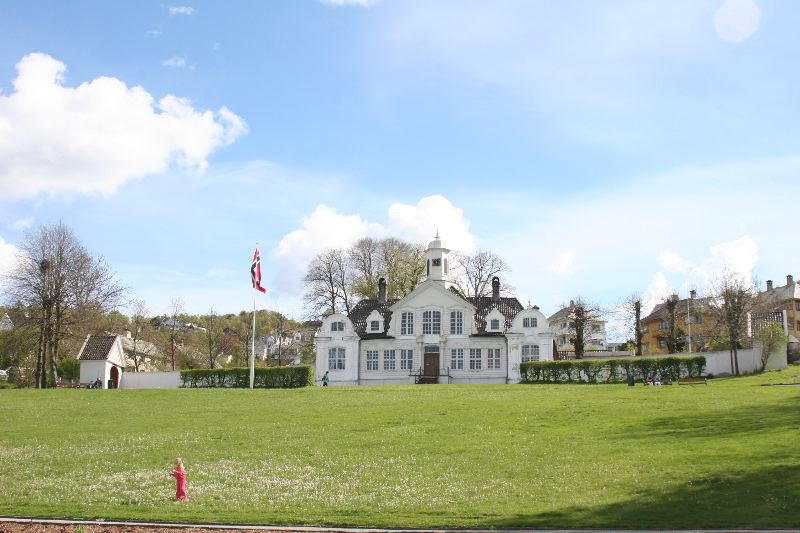
Damsgård hovedgård

Damsgård hovedgård is een karakteristiek landhuis en landgoed in Bergen, Noorwegen. Het landhuis is gebouwd in de rococostijl  en behoort tot de best geconserveerde houten gebouwen uit de 18e eeuw in Europa.

## Geschiedenis
Het gebied rondom het landhuis werd naar alle waarschijnlijkheid al in, of zelfs voor, de Vikingtijd bewoond maar het eerste bewijs van bewoning dateert uit 1427 toen het gebied bezit was van de katholieke kerk. Na de Reformatie in 1536 werd het gebied eigendom van de Kroon en vervolgens verkocht.
De naam is waarschijnlijk afgeleid van Dam Tønneson die het landgoed in 1654 erfde van zijn vader, Tønnes Klausson. Klausson had het landgoed op zijn beurt gekregen van Frederik II van Denemarken als dank voor zijn diensten gedurende de Zevenjarige Oorlog. In die periode werden huizen fel rood en groen geschilderd; het landgoed was in gebruik als boerderij en als recreatieverblijf. 
Joachim Christian Geelmuyden Gyldenkrantz (1730-1795), die later werd geridderd als Gyldenkrantz, nam het landgoed in 1769 over en startte met de bouw van het Rococogebouw zoals dat nu bewaard is gebleven. Kort na zijn overlijden werd het landgoed verkocht aan Herman Didrich Janson, een van de rijkste mensen in zijn tijd. Hij voerde enkele kleine aanpassingen aan de buitenzijde van het landhuis uit maar veranderde het interieur grondig. De Janson-familie behield het eigendom tot 1983 waarna het landgoed overging naar het Vestlandske kunstindustrimuseum dat het landgoed gedurende tien jaar restaureerde. Het landgoed werd vervolgens overgedragen aan het Bergen Museum.

## Architectuur
Damsgård is een van de weinige gebouwen in de rococostijl in Noorwegen. Het interieur van het gebouw is geheel gerestaureerd volgens de oorspronkelijke, 18e-eeuwse tekeningen.
Het landgoed heeft twee tuinen binnen de ommuring en een daarbuiten. Na jaren van verwaarlozing zijn de tuinen in 1998 teruggebracht in 18e-eeuwse staat. Botanici van de Universiteit van Bergen hebben geholpen bij het selecteren van groenten en bloemen om het geheel zo goed mogelijk in originele staat te brengen.